# Заречноубинская
Заречноубинская (тат. Иптәшавыл) — деревня в Убинском районе Новосибирской области. Входит в состав Черномысинского сельсовета.

## География
Площадь деревни — 30 гектаров.

## Население
| 2002 | 2007 | 2010 |
| ---- | ---- | ---- |
| 54   | ↘28  | ↘8   |

## Инфраструктура
В деревне по данным на 2007 год функционирует 1 учреждение здравоохранения.